# Rosegaferro
Rosegaferro ist eine Fraktion der italienischen Gemeinde (comune) Villafranca di Verona in der Provinz Verona, Region Venetien. Die Fraktion hat 1300 Einwohner.

## Lage
Der Ortsteil liegt etwa 2,5 km südwestlich vom Ortskern von Villafranca di Verona und etwa 5,5 km südöstlich von Valeggio sul Mincio entfernt im südöstlichen Hinterland des Gardasees. 

## Geboren in Rosegaferro
- Mario Zenari (* 1946), Geistlicher, römisch-katholischer Erzbischof und Diplomat des Heiligen Stuhls

## Sehenswürdigkeiten
- Die 1754 errichtete Kirche San Girolamo Dottore mit ihrer Barockfassade.[2]

## Bibliografie
- Mario Franzosi, L'epigrafe romana di Rosegaferro di Villafranca, in Vita veronese : rivista mensile (Verona, Tipografia Ghidini e Fiorini), vol. 22, gennaio-febbraio 1969, pp. 4–5.
- Mario Franzosi, Iscrizione romana in Rosegaferro di Villafranca di Vr : aggiornamenti, in Studi e ricerche. Veneto Archeologico (Padova), nº 28, 1990.